# Guilty Gear Isuka
Guilty Gear Isuka (ギルティギア 鶍?, Giruti Gia Isuka) è un videogioco della serie iniziata con Guilty Gear. A differenza dei precedenti titoli della serie, Isuka permette di giocare sino a quattro persone contemporaneamente, tramite la modalità torneo. Una versione del gioco è stata commercializzata in Nord America, distribuita dalla SEGA, così come per l'Europa, distribuita dalla ZOO Publishing. È il primo titolo della serie Guilty Gear ad includere il personaggio di A.B.A. Il boss del gioco è invece Leopaldon, un Gear di cui non si sa nulla.
In questo titolo è stata introdotta una nuova modalità di gioco: Guilty Gear (GG) Boost Mode. Si tratta di un'avventura a scorrimento laterale, molto simile alla modalità "Tekken Force" di Tekken 3'. Un'altra nuova modalità è la fabbrica di Robo-Ky II. È possibile personalizzare il personaggio di Robo-Ky II.
I boss della modalità Guilty Gear (GG) Boost Mode sono Kakusei Sol e Kakusei Ky, versioni alterate (e più potenti) di Sol Badguy e Ky Kiske.